# Fuckin' Perfect
Fuckin' Perfect (stilizovano "Perfect" i kao F**kin' Perfect na kaveru albuma) je pesma američke pevačice Pink sa njenog prvog albuma najvećih hitova Greatest Hits... So Far!!! (2010). 
Izdat je 14. decembra 2010. od strane Džajv rekordsa (engl. Jive Records) kao drugi singl albuma. 
Napisana od strane Pink sa Maksom Martinom i Šelbekom, pesma je power ballad koja podstiče ljude da prihvate jedni druge zbog svog pravog identiteta.
Pink je izjavila da je glavna inspiracija za pesmu njen suprug Keri Hart. 
Muzički video, je režirao dugogodišnji saradnik Dejv Majers ( engl. Dave Meiers), prenosi poruku protiv depresije, samopovređivanja i samoubistva. 
U novembru 2011, pesma je dobila nominaciju za Gremi nagradu za najbolje pop solo izvođenje. "Fuckin' Perfect" je dostigao drugo mesto na Billboard Hot 100, postavši jedanaesti top-10 singl pevačice Pink u Sjedinjenim Američkim Državama.